# Tây du ký
Tây Du Ký (giản thể: 西游记; phồn thể: 西遊記; bính âm: Xī Yóu Jì; Wade–Giles: Hsi Yu Chi), là một trong những tác phẩm kinh điển trong văn học Trung Hoa. Được xuất bản với tác giả giấu tên trong những năm 1590 và không có bằng chứng trực tiếp còn tồn tại để biết tác giả của nó, nhưng tác phẩm này thường được cho là của tác giả Ngô Thừa Ân. Tiểu thuyết thuật lại chuyến đi đến Ấn Độ của nhà sư Huyền Trang (Đường Tam Tạng) đi lấy kinh.

## Nội dung

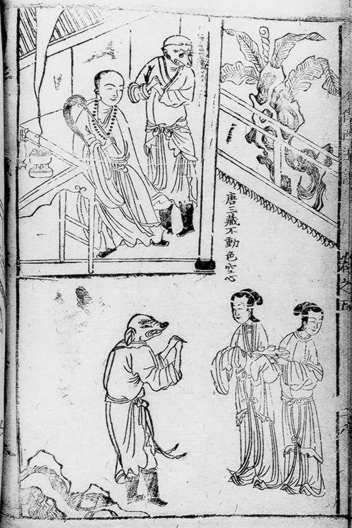
Hình từ thế kỷ XVIII minh họa một cảnh từ Tây Du Ký

Trong tiểu thuyết, Trần Huyền Trang (陳玄奘) được Quan Âm Bồ Tát bảo đến Tây Trúc (Ấn Độ) thỉnh kinh Phật giáo mang về Trung Quốc. Theo ông là 4 đệ tử - một khỉ đá tên Tôn Ngộ Không (孫悟空), một yêu quái nửa người nửa lợn tên Trư Ngộ Năng (豬悟能) và một thủy quái tên Sa Ngộ Tĩnh (沙悟淨) - họ đều đồng ý giúp ông thỉnh kinh để chuộc tội. Con ngựa Huyền Trang cưỡi cũng là một hoàng tử của Long Vương (Bạch Long Mã).
Những chương đầu thuật lại những kì công của Tôn Ngộ Không, từ khi ra đời từ một hòn đá ở biển Hoa Đông, xưng vương ở Hoa Quả Sơn, tìm sư học đạo, đại náo thiên cung, sau đó bị Phật Tổ Như Lai bắt nhốt trong Ngũ Hành Sơn 500 năm. Truyện kể lại Huyền Trang trở thành một nhà sư ra sao và được hoàng đế nhà Đường gửi đi thỉnh kinh.
Phần tiếp của câu chuyện kể về các hiểm nguy mà thầy trò Đường Tam Tạng phải đối mặt, gồm yêu quái (bao gồm cả đồ đệ của các vị Tiên, Phật lẫn tự tu mà thành), tai nạn do sai lầm (VD: uống nhầm nước sông Mẫu tử),... Một số nam yêu quái muốn ăn thịt Huyền Trang để trường sinh, một số nữ yêu quái muốn cám dỗ họ bằng cách biến thành những mỹ nhân. Tôn Ngộ Không phải sử dụng phép thuật và quan hệ của mình với thế giới yêu quái và Tiên, Phật để đánh bại các kẻ thù nhiều mánh khóe, như Ngưu Ma Vương hay Thiết Phiến Công chúa,...
Cuối cùng khi đã đến cửa Phật, thầy trò họ lại phải đổi Bát vàng của Hoàng đế Đường Thái Tông tặng để nhận được kinh thật. Khi qua sông Thông Thiên, Tam Tạng gặp lại Lão Rùa năm xưa chở ông qua sông. Khi đang chở Tam Tạng qua giữa sông, Lão Rùa hỏi Tam Tạng rằng ông có hỏi Phật Tổ giúp lão rằng bao giờ lão tu đắc chính quả không, vì Tam Tạng quên hỏi nên Lão Rùa bất bình tự chìm xuống khiến cả bốn thầy trò lẫn kinh văn đều xuống sông. Kinh văn bị ướt, sau khi phơi khô một số bị rách. Vì thế mà kinh về đến Trung thổ không được toàn vẹn.

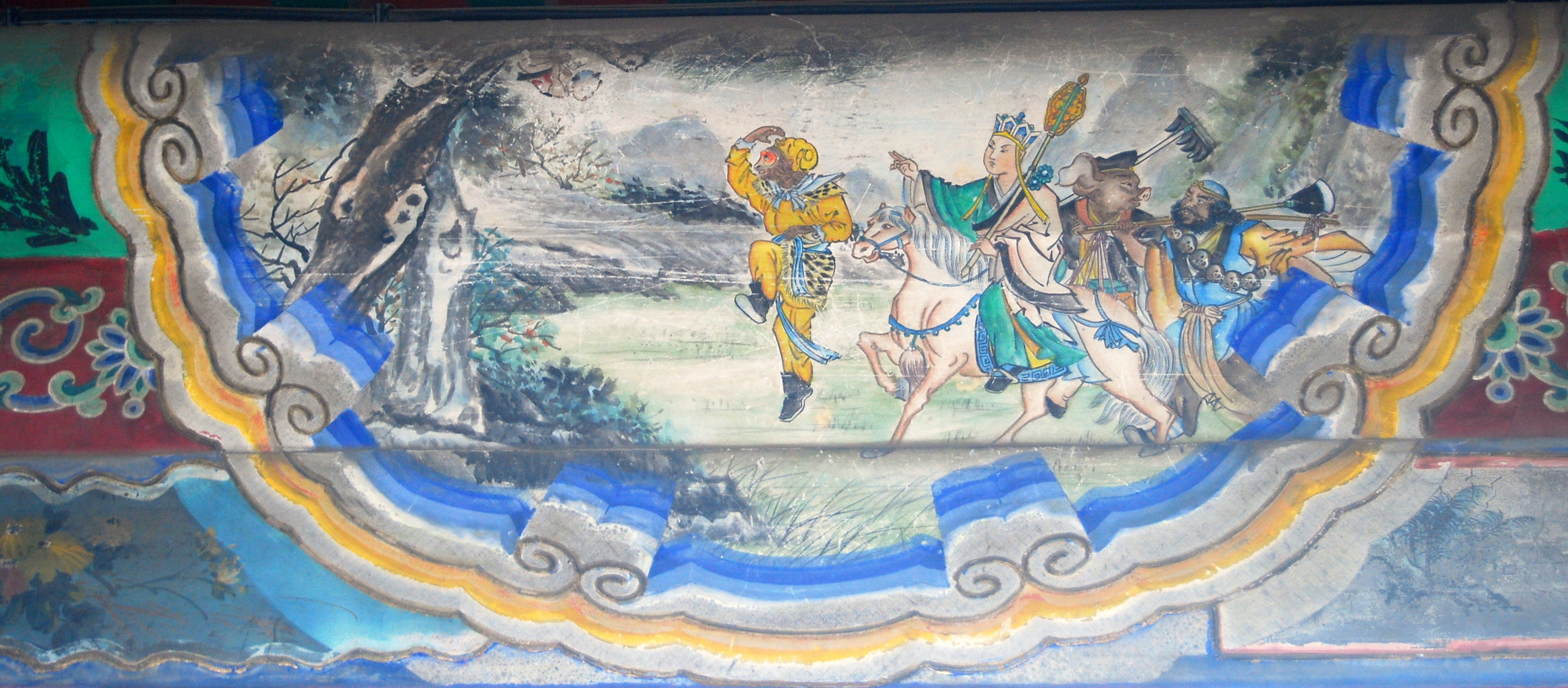
Bốn nhân vật chính, từ trái sang phải: Tôn Ngộ Không, Huyền Trang, Trư Ngộ Năng, Sa Ngộ Tĩnh và Bạch Long mã

### Mục lục
1. Hồi thứ nhất: Gốc thiêng ấp ủ nguồn rộng chảy - Tâm tính sửa sang đạo lớn sinh.
2. Hồi thứ hai: Thấu lẽ Bồ Đề là diệu lý - Bỏ ma về gốc ấy nguyên thần.
3. Hồi thứ ba: Bốn biển nghìn non đều sợ phục - Mười loại âm ti thảy xóa tên.
4. Hồi thứ tư: Quan phong Bật Mã lòng đâu thỏa - Tên gọi Tề Thiên dạ chẳng yên.
5. Hồi thứ năm: Loạn vườn đào Đại Thánh trộm thuốc tiên - Về thiên cung các thần bắt yêu quái.
6. Hồi thứ sáu: Quan Âm dự hội hỏi nguyên nhân - Tiểu Thánh trổ tài bắt Đại Thánh.
7. Hồi thứ bảy: Đại Thánh trốn khỏi lò bát quái - Hầu vương giam dưới núi Ngũ hành.
8. Hồi thứ tám: Phật Tổ tạo kinh truyền cực lạc - Quan Âm vâng mệnh đến Tràng An.
9. Hồi thứ chín: Trần Quang Nhị nhậm chức gặp nạn - Sư Giang Lưu phục thù báo ơn.
10. Hồi thứ mười: Lão Long vương vụng kế phạm phép trời - Ngụy Thừa tướng gửi thư nhờ âm sứ.
11. Hồi thứ mười một: Chơi âm phủ Thái Tông về trần - Dâng quả bí Lưu Toàn gặp vợ.
12. Hồi thứ mười hai: Vua Đường lòng thành mở đại hội - Quan Âm hiển thánh hóa Kim Thiền.
13. Hồi thứ mười ba: Sa hang cọp Kim Tinh cứu thoát - Núi Song Xoa Bá Khâm mời sư.
14. Hồi thứ mười bốn: Lòng vượn theo đường chính - Sáu giặc mất tăm hơi.
15. Hồi thứ mười lăm: Núi Xà Bàn các thần ngầm giúp - Khe Ưng Sầu long mã thắng cương.
16. Hồi thứ mười sáu: Viện Quan Âm, các sư lừa bảo bối - Núi Hắc Phong, yêu quái lấy trộm cà sa.
17. Hồi thứ mười bảy: Tôn Hành Giả đại náo núi Hắc Phong - Quan Thế Âm thu phục yêu tinh gấu.
18. Hồi thứ mười tám: Chùa Quan Âm, Đường Tăng thoát nạn - Thôn Cao Lão, Đại Thánh trừ ma.
19. Hồi thứ mười chín: Động Vân Sạn, Ngộ Không thu Bát Giới - Núi Phù Đồ, Tam Tạng nhận Tâm kinh.
20. Hồi thứ hai mươi: Núi Hoàng Phong, Đường Tăng gặp nạn - Giữa rừng thẳm, Bát Giới lập công
21. Hồi thứ hai mươi mốt: Hộ pháp dựng nhà lưu Đại Thánh - Tu Di Linh Cát bắt yêu ma.
22. Hồi thứ hai mươi hai: Bát Giới đại chiến sông Lưu Sa - Mộc Soa vâng lệnh bắt Ngộ Tĩnh.
23. Hồi thứ hai mươi ba: Tam Tạng không quên gốc - Bốn Thánh thử lòng thiền.
24. Hồi thứ hai mươi tư: Núi Vạn Thọ, Đại tiên lưu bạn cũ - Quán Ngũ Trang, Hành Giả trộm nhân sâm.
25. Hồi thứ hai mươi lăm: Trấn Nguyên đại tiên đuổi bắt người lấy kinh - Tôn Hành Giả đại náo Ngũ Trang quán.
26. Hồi thứ hai mươi sáu: Khắp ba đảo, Ngộ Không tìm thuốc - Nước Cam Lộ, Bồ Tát chữa cây.
27. Hồi thứ hai mươi bảy: Thây ma ba lượt trêu Tam Tạng - Đường Tăng giận đuổi Mỹ Hầu Vương.
28. Hồi thứ hai mươi tám: Núi Hoa Quả lũ yêu tụ nghĩa - Rừng Hắc Tùng Tam Tạng gặp ma.
29. Hồi thứ hai mươi chín: Thoát nạn Giáng Lưu sang nước khác - Đội ơn Bát Giới chuyển non ngàn.
30. Hồi thứ ba mươi: Tà ma phạm chính đạo - Tiểu Long nhớ Ngộ Không.
31. Hồi thứ ba mươi mốt: Trư Bát Giới lấy nghĩa khích Hầu Vương - Tôn Ngộ Không dùng mưu hàng yêu quái.
32. Hồi thứ ba mươi hai: Núi Bình Đính, Công tào truyền tín - Động Liên Hoa, Bát Giới gặp tai.
33. Hồi thứ ba mươi ba: Ngoại đạo mê chân tính - Nguyên thần giúp bản tâm.
34. Hồi thứ ba mươi tư: Ma vương giỏi mẹo khốn Hầu Vương - Đại Thánh khéo lừa thay bảo bối.
35. Hồi thứ ba mươi lăm: Ngoại đạo ra oai lừa tính thẳng - Ngộ Không được báu thắng yêu ma.
36. Hồi thứ ba mươi sáu: Ngộ Không xử đúng muôn duyên phục - Đạo tà phá bỏ thấy trăng soi.
37. Hồi thứ ba mươi bảy: Đêm khuya vua quỷ cầu Tam Tạng - Hóa phép Ngộ Không dắt trẻ thơ.
38. Hồi thứ ba mươi tám: Trẻ thơ hỏi mẹ tà hay chính - Kim Mộc thăm dò rõ thực hư.
39. Hồi thứ ba mươi chín: Một hạt linh đơn xin thượng giới - Ba năm vua cũ lại hồi sinh.
40. Hồi thứ bốn mươi: Trẻ thơ bỡn cợt lòng thiền rối - Vượn cắp đao về Mộc mẫu trơ
41. Hồi thứ bốn mươi mốt: Hành Giả gặp lửa thua - Bát Giới bị ma bắt.
42. Hồi thứ bốn mươi hai: Đại Thánh ân cần cầu Bồ Tát - Quan Âm từ thiện trói Hồng Hài.
43. Hồi thứ bốn mươi ba: Ma sông Hắc Thủy bắt Tam Tạng - Rồng biển Tây Dương tóm Đà Long.
44. Hồi thứ bốn mươi bốn: Thần thông vận phép đun xe nặng - Tâm chính trừ yêu vượt cổng cao.
45. Hồi thứ bốn mươi lăm: Quán Tam Thanh, Đại Thánh lưu danh - Nước Xa Trì, Hầu Vương hóa phép.
46. Hồi thứ bốn mươi sáu: Ngoại đạo cậy tài lừa chính pháp - Ngộ Không hiển thánh diệt tà ma.
47. Hồi thứ bốn mươi bảy: Thánh Tăng đêm vướng sông Thông Thiên - Hành Giả thương tình cứu con trẻ.
48. Hồi thứ bốn mươi tám: Ma nổi gió hàn sa tuyết lớn - Sư mong bái Phật giẫm băng dày.
49. Hồi thứ bốn mươi chín: Tam Tạng gặp nạn chìm đáy sông - Quan Âm trừ tai hiện làng cá.
50. Hồi thứ năm mươi: Tình loạn, tính theo vì ái dục - Thần mờ, tâm động gặp yêu ma.
51. Hồi thứ năm mươi mốt: Nghìn mưu Đại Thánh thành vô dụng - Nước lửa không công khó diệt ma.
52. Hồi thứ năm mươi hai: Ngộ Không đại náo động Kim Đâu - Như Lai ngầm mách cho ông chủ.
53. Hồi thứ năm mươi ba: Uống nước sông, Tam Tạng mang nghén quỷ - Đi lấy nước, Sa Tăng giải thai ma.
54. Hồi thứ năm mươi tư: Tam Tạng sang Tây qua nước gái - Ngộ Không lập mẹo thoát trăng hoa.
55. Hồi thứ năm mươi lăm: Dâm tà bỡn cợt Đường Tam Tạng - Đứng đắn tu trì chẳng hoại thân.
56. Hồi thứ năm mươi sáu: Điên lòng trừ giặc cỏ - Mê đạo đuổi Ngộ Không.
57. Hồi thứ năm mươi bảy: Núi Lạc Già, Hành Giả thật kể khổ - Động Thủy Liêm, Hầu Vương giả đọc văn.
58. Hồi thứ năm mươi tám: Nhị tâm làm loạn càn khôn rộng - Một thể khó tu tịch diệt chân.
59. Hồi thứ năm mươi chín: Tam Tạng gặp Hỏa Diệm Sơn nghẽn lối - Hành Giả lần đầu mượn quạt Ba Tiêu.
60. Hồi thứ sáu mươi: Ma vương ngừng đánh đi dự tiệc rượu - Hành Giả hai lần mượn quạt Ba Tiêu.
61. Hồi thứ sáu mươi mốt: Bát Giới giúp sức đánh bại yêu quái - Hành Giả lần ba mượn quạt Ba Tiêu.
62. Hồi thứ sáu mươi hai: Tắm bụi rửa tâm lên quét tháp - Bắt ma về chủ ấy tu thân.
63. Hồi thứ sáu mươi ba: Hai sư diệt quái náo long cung - Các thánh trừ tà thu bảo bối.
64. Hồi thứ sáu mươi tư: Núi Kinh Cát, Ngộ Năng gắng sức - Am Mộc Tiên, Tam Tạng làm thơ.
65. Hồi thứ sáu mươi lăm: Yêu ma bày đặt Lôi Âm giả - Thầy trò đều gặp ách nạn to.
66. Hồi thứ sáu mươi sáu: Các thần gặp độc thủ - Di Lặc trói yêu ma.
67. Hồi thứ sáu mươi bảy: Cứu xóm Đà La thiền tính vững - Thoát đường ô uế đạo tâm trong.
68. Hồi thứ sáu mươi tám: Nước Chu Tử, Đường Tăng bàn đời trước - Chữa quốc vương, Hành Giả đóng thầy lang.
69. Hồi thứ sáu mươi chín: Hành Giả nửa đêm điều thuốc tễ - Quân vương trên tiệc kể yêu ma.
70. Hồi thứ bảy mươi: Yêu ma rung vòng tung khói lửa - Hành Giả trộm nhạc tính mẹo lừa.
71. Hồi thứ bảy mươi mốt: Hành Giả giả danh hàng quái sấu - Quan Âm hiện tướng phục Ma vương.
72. Hồi thứ bảy mươi hai: Động Bàn Ty bảy tinh mê gốc - Suối Trạc Cấu Bát Giới quên hình.
73. Hồi thứ bảy mươi ba: Hận cũ bởi tình, gây nên đầu độc mới - Đường Tăng gặp nạn, Tỳ Lam phá hào quang.
74. Hồi thứ bảy mươi tư: Trường Canh truyền báo ma hung dữ - Hành Giả ra tay trổ phép tài.
75. Hồi thứ bảy mươi lăm: Hành Giả khoan thủng bình âm dương - Ma chúa theo về chân đại đạo.
76. Hồi thứ bảy mươi sáu: Hành Giả tha về, ma theo tính cũ - Ngộ Năng cùng đánh, quái vẫn tâm xưa.
77. Hồi thứ bảy mươi bảy: Yêu ma lừa bản tính - Nhất thể bái chân như.
78. Hồi thứ bảy mươi tám: Nước Tỳ Khưu thương trẻ, khiến âm thần - Điện Kim Loan biết ma, bàn đạo đức.
79. Hồi thứ bảy mươi chín: Tìm hang bắt quái gặp Thọ Tinh, Ra điện dạy vua mừng nhận trẻ.
80. Hồi thứ tám mươi: Gái đẹp thèm lấy chồng, mừng được sánh đôi - Ngộ Không bảo vệ thầy, biết ngay yêu quái.
81. Hồi thứ tám mươi mốt: Chùa Trấn Hải, Ngộ Không biết quái - Rừng Hắc Tùng, đồ đệ tìm thầy.
82. Hồi thứ tám mươi hai: Gái đẹp tìm cách lấy chồng - Sư phụ bền lòng giữ đạo.
83. Hồi thứ tám mươi ba: Ngộ Không biết rõ đầu đuôi - Gái đẹp lại về bản tính.
84. Hồi thứ tám mươi tư: Khó diệt nhà sư tròn giác ngộ - Phép vương thành đạo thể theo trời.
85. Hồi thứ tám mươi lăm: Hành Giả đố kỵ lừa Bát Giới - Ma vương bày mẹo bắt Đường Tăng.
86. Hồi thứ tám mươi sáu: Bát Giới giúp oai trừ quái vật - Ngộ Không trổ phép diệt yêu tà.
87. Hồi thứ tám mươi bảy: Quận Phượng Tiên khinh trời bị hạn - Tôn Đại Thánh khuyến thiện làm mưa.
88. Hồi thứ tám mươi tám: Thiền đến Ngọc Hoa thi võ nghệ - Ba trò xin phép nhận môn đồ.
89. Hồi thứ tám mươi chín: Quái Hoàng Sư hỏng mất hội đinh ba - Ba đồ đệ đại náo núi Đầu Báo.
90. Hồi thứ chín mươi: Quái Sư Tử bắt thầy trò Tam Tạng - Tiên Thiên Tôn thu yêu quái chín đầu.
91. Hồi thứ chín mươi mốt: Phủ Kim Bình đêm nguyên tiêu xem hội - Động Huyền Anh Đường Tam Tạng khai cung.
92. Hồi thứ chín mươi hai: Ba sư đại chiến núi Thanh Long - Bốn sao vây bắt quái tê giác.
93. Hồi thứ chín mươi ba: Vườn Cấp Cô hỏi cổ bàn nguồn - Nước Thiên Trúc chầu vua được vợ.
94. Hồi thứ chín mươi tư: Bốn sư dự tiệc vườn thượng uyển - Một quái mơ màng tình ái vui.
95. Hồi thứ chín mươi lăm: Giả hợp chân hình bắt thỏ ngọc - Chân âm về chính gặp nguồn thiêng.
96. Hồi thứ chín mươi sáu: Khấu viên ngoại mừng đãi cao tăng - Đường trưởng lão không màng phú quý.
97. Hồi thứ chín mươi bảy: Vàng mang trả gây thành tai họa - Thánh hiện hồn cứu thoát cao tăng.
98. Hồi thứ chín mươi tám: Vượn ngựa thục thuần nay thoát xác - Công quả viên mãn gặp Như Lai.
99. Hồi thứ chín mươi chín: Tám mươi mốt nạn yêu ma hết - Vẹn tròn công quả đạo về nguồn.
100. Hồi thứ một trăm: Về thẳng phương Đông - Năm Thánh thành Phật.

## Vị trí, tác giả
Một số học giả cho rằng tiểu thuyết châm biếm sự suy yếu của chính quyền phong kiến Trung Hoa thời đó. Nó là tác phẩm văn học với chất lượng đạt tới đỉnh cao, đứng trong 4 tác phẩm vĩ đại nhất trong văn học cổ điển Trung Hoa (cùng với Hồng Lâu Mộng của Tào Tuyết Cần, Thủy hử của Thi Nại Am và Tam quốc diễn nghĩa của La Quán Trung).
Tuy nhiên, nhiều nhà bình luận khác cho rằng hình ảnh kết hợp của thầy trò Tam Tạng lại ẩn giấu một khái niệm sâu sắc hơn nhiều, đó là về "tâm" (bản chất con người). Từ Đường Tam Tạng đến con ngựa đều biểu trưng cho một đặc tính thường thấy của "tâm", 5 thầy trò chính là 5 yếu tố cấu thành bản chất con người:
- Bạch Long Mã: Ngựa tượng trưng cho xác thân. Ngựa thần là xác thân cương kiện. Con người đi tìm Chân lý, tìm Đạo, cần có xác thân vững vàng, khoẻ mạnh. Không có ngựa tốt thì Đường tăng không tới được Lôi Âm. Người mà thể xác bệnh hoạn, tinh thần ươn hèn thì không thể chiến đấu để đạt tới Chân lý, đạt Đạo. Bạch Long Mã là một người quân tử, khôi ngô tuấn tú song vì quá mê tửu sắc nên khi bị người tình phản bội đã nông nổi đập nát báu vật mà Ngọc Hoàng Thượng đế ban cho, chi tiết này tượng trưng cho những hành vi sai lầm mà con người gây ra và trả giá thông qua xác thân của mình.
- Sa Tăng: là tính cần cù, nhẫn nại. Sa Tăng phải nhọc nhằn gánh hành lý là lẽ ấy. Tề Thiên mấy bận giận Thầy, mấy phen đào nhiệm quay về Thủy Liêm động quê xưa; Bát Giới đã trăm lần ngàn lượt đòi chia của, rồi mạnh ai đường nấy. Chỉ riêng có Sa Tăng suốt cuộc hành trình vẫn một lòng một dạ quảy hành trang tiến tới. Không một lời thoái lui, không một lòng biến đổi. Sa Tăng là hình ảnh của tinh tiến, trì thủ, tâm bất thoái chuyển. Dù khó khăn đến đâu, đã quyết rồi thì cứ đi tới. Khí giới của Sa tăng vì thế là bảo trượng có đầu dẹp và bén nhọn, để mà dễ dàng ghim chặt vào mục tiêu. Chí đã định rồi thì không biến đổi, lòng đã quyết rồi thì chẳng chuyển lay. Pháp danh của Sa Tăng vì thế là Ngộ Tịnh: tịnh để mà khắc chế cái động, cái chưa thanh tịnh; tịnh để mà kham nhẫn, chịu đựng.
- Trư Bát Giới: là tính tham và dục, những tâm tính bản năng. Tham ăn, tham ngủ, tham của, tham sắc và tham nịnh nọt cho được lợi về mình. Khí giới của họ Trư vì thế phải bắt buộc là đinh ba, là cào cỏ, để mà vơ vào cho nhiều, cho vừa lòng tham dục. Bát Giới là sự tập hợp những bản năng rất vật dục và tầm thường nơi con người. Vì thế, mà pháp danh của Bát Giới là Ngộ Năng.
- Tôn Ngộ Không: tượng trưng cho trí tuệ, lý trí. Lý trí phải dẫn dắt, phải soi đường cho hành động. Thế nên, trong phim luôn luôn là Tề Thiên đi trước, dẫn đầu mấy thầy trò. Lý trí ưa nổi loạn, ngang tàng phách lối, chẳng chịu thua kém ai. Cho nên Tề thiên coi mình to ngang với Trời (Tề Thiên: bằng Trời), và muốn lên trời xuống biển, quậy phá mọi nơi, không chút đắn đo ngần ngại. Đối với Trời vẫn tự xưng "Lão Tôn" là tính kiêu căng. Trước mặt Trời vẫn nghênh ngang không chịu quỳ, ăn nói bất kể tôn ti lễ phép. Đó là tượng trưng cho đầu óc duy lý của những người muốn chống lại trật tự xã hội. Lý trí có những "thuộc tính" như thế nên cần phải được uốn nắn luôn luôn cho hợp với kỷ cương, khuôn phép. Tề Thiên bởi vậy mà phải đội vòng kim cô. Khi về tới chùa Lôi Âm, thành Phật rồi, không cần cởi, vòng kim cô tự lúc nào đã biến mất. Cái trí con người khi đã thuần dưỡng thì không cần kỷ luật nó vẫn vận động đúng. Giống như trẻ con mới tập viết phải có giấy kẻ hàng, khi lớn lên viết giỏi rồi, giấy chẳng vạch hàng kẻ ô vẫn dễ dàng viết ngay ngắn.
- Đường Tăng: tượng trưng cho những tình cảm con người: lòng từ bi, nhân hậu, bao dung, có quyết tâm tu hành vượt qua muôn vàn cám dỗ. Nhưng giàu tình cảm thì cũng đi liền với sự u mê, nhu nhược, ba phải. Một trăm lần Tề Thiên cản: "Yêu ma đấy, chớ có cứu". Và đủ một trăm lần Đường tăng cứ cứu, để rồi mắc nạn vương tai. Đó là vì sự nhận thức của cảm tính không biết nghe theo tiếng gọi sáng suốt của lý trí. Đường Tăng cứ lặp đi lặp lại những sai lầm của mình và không có sai lầm nào giống sai lầm nào. Con người cũng thế, cứ đi từ sai lầm này đến sai lầm khác mà thôi, nếu không nghe theo lý trí mà chỉ biết chiều theo tâm lý, tình cảm nhất thời.

Ngoài ra có những chi tiết mang ẩn ý sâu xa, nếu không am hiểu kĩ thì dễ gây hiểu nhầm. Ví dụ, chi tiết A Nan và Ca Diếp đòi Đường tăng phải dâng bát vàng mới truyền kinh thư. Đọc lơ mơ, nhiều người hiểu thô thiển rằng A Nan và Ca Diếp đòi hối lộ. Thực ra, làm gì có chuyện vòi vĩnh của đút lót ở cửa Phật. Trong mười đại đệ tử của Phật, Ca Diếp đứng hạng ba, A Nan đứng thứ mười, đều đắc quả A-la-hán, dứt bỏ hết các lậu hoặc (nhất thiết lậu tận), họ không còn vướng lụy vào những của cải châu báu trên thế gian. Chiếc bình bát bằng vàng nguyên là của vua Đường tặng cho Đường Tăng. Vì thế, trong tình huống này, nó là tượng trưng cho của cải và danh vọng ở thế gian. Để lãnh kinh báu của Phật, dâng nạp bình bát là ngụ ý: muốn thọ lãnh đạo giải thoát của Phật, con người phải chịu lìa bỏ danh vọng và của cải thế tục. Hành động đòi bát của Đường Tăng ở đây là ẩn dụ, có tính biểu tượng về Phật pháp.
Cũng nên chú ý đến lời nói của A Nan và Ca Diếp: "Hai vị tôn giả cười nói: Hà Hà! Tay trắng trao kinh truyền đời, người sau đến chết đói mất." Đạo pháp cao thâm thì không thể truyền thụ dễ dàng (đạo pháp bất khinh truyền), cho nên kẻ học đạo, muốn thụ pháp thì phải biết đánh đổi. Dâng bát vàng chính là mang ý nghĩa đánh đổi. Nếu dễ dàng truyền đạo pháp cho người không xứng đáng, không muốn từ bỏ danh lợi thế tục, chẳng những kẻ ấy không thể hoằng dương được chính pháp mà còn khiến cho đạo pháp suy tàn, bế tắc. Như thế, đời sau sẽ không còn hưởng được pháp thực nữa, nghĩa là tâm linh con người sẽ "đói". Ý nghĩa sâu xa trong câu nói của A Nan - Ca Diếp là như vậy.
Ngoài ra còn một ý nghĩa khi phải để lại bát vàng (Bát Chánh Đạo) lúc đã tới được cảnh giới Chân Như, gặp được Phật Như Lai, đó là: cái bát vàng tượng trưng cho sự khất thực, truyền Pháp, hóa Duyên... nay phải bỏ lại vì công quả đã viên mãn, vượt qua được các kiếp nạn. Tức là đã tu đắc Đạo, tu hành chứng quả vị Phật. Bát vàng tượng trưng cho công cụ giúp hành giả vượt qua biển khổ, chướng ngại, khi đã tới được bến Giác thì cũng không còn cần thiết nữa.

## Nhân vật

### Chính diện

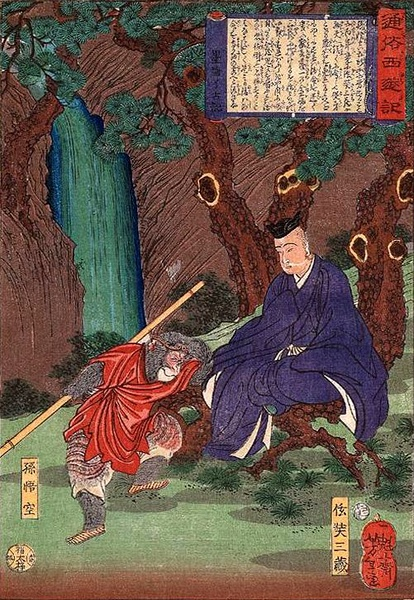
Tranh họa Nhật Bản - Tôn Ngộ Không và Tam Tạng

- Tôn Ngộ Không, một con khỉ đá thành tinh có phép thuật mà biết quy y cửa Phật, ngày nay đã trở thành một trong những nhân vật được yêu mến nhất trong văn học Trung Hoa. Đây là một nhân vật quen thuộc đối với nhiều người ở châu Á, và được so sánh với chuột Mickey ở phương Tây. Có nhiều giả thiết cho rằng nhân vật Tôn Ngộ Không bắt nguồn từ truyền thuyết của Hanuman, một anh hùng khỉ Ấn Độ từ thiên sử thi Ramayana.[2] Các nhà khảo cổ Trung Quốc đã phát hiện ra một nguồn gốc khác của Tôn Ngộ Không từ những bức bích họa có niên đại hơn 1.000 năm, tìm thấy trong Động Thiên Phật, cách huyện Tây An, tỉnh Cam Túc khoảng 90 km. Các bức hình có cảnh một vị hòa thượng và "Hầu hình nhân" (người hình khỉ) đang trang nghiêm chắp tay hành lễ, hướng mặt về phía Phật Bà Quan Âm trên đài Kim Cương bảo thạch. Theo giáo sư Hà Văn Kiệt, trưởng nhóm nghiên cứu, Tôn Ngộ Không thực chất là một người đàn ông có thật, tên là Thạch Bàn Đà, quê tại thành Tiên Dương, người dân tộc Hồ. Ông có ngoại hình xấu xí, thô kệch, kỳ quái, nên có biệt danh là "Hầu hình nhân". Tuy nhiên, người dân trong vùng ai cũng yêu quý Thạch Bàn Đà, bởi ông tính tình thực thà, thông minh nhanh nhẹn, võ nghệ cao cường, thường hay cứu mạng dân lành, diệt trừ thú dữ. Vào năm 629, khi Đường Tăng dừng chân tại vùng Tiên Dương, biết tin Huyền Trang đang giảng kinh, người đàn ông xấu xí này liền tìm tới nghe, rồi bị cảm hóa, thấm dần tư tưởng nhà Phật. Ông một người một ngựa, tự nguyện tháp tùng Đường Tăng tới Tây Thiên, cùng sư phụ vượt mọi gian nan, hiểm trở trên đường lấy kinh.[3]
- Đường Tam Tạng, họ Trần tên Huyền Trang, lúc nhỏ tên Giang Lưu, kiếp trước là Kim Thiền Tử, đệ tử của Phật Tổ Như Lai, do ngủ gật trong giờ giảng kinh và vô tình đá đổ một hạt gạo nên bị phạt đày xuống trần gian tu 10 kiếp và phải trải qua 81 kiếp nạn mới được trở lại Linh Sơn.
- Trư Bát Giới, còn được gọi là Trư Ngộ Năng do Quan Thế Âm Bồ Tát đặt cho, nghĩa là: "con lợn (tái sinh) nhận ra, ngộ ra khả năng của mình" để ám chỉ việc Bát Giới luôn tự đánh giá mình quá cao mà quên mất mình mang một hình hài kinh khủng.
- Sa Tăng, còn được Bồ Tát đặt cho cái tên Sa Ngộ Tịnh, có nghĩa là giác ngộ được tâm thanh tịnh trong đạo Phật. Có tài liệu phiên âm tên này là Sa Ngộ Tĩnh, nhưng so với chữ Hán trong nguyên bản (沙悟淨) thì chữ 淨 chỉ có một âm đọc là "tịnh", như trong "thanh tịnh" (清淨). Tên này luôn được Đường Tăng gọi. Còn danh tự Sa Tăng là do Tôn Ngộ Không đặt khi ông chịu phò giá Đường Tăng, vì thấy cách chào của Sa Tăng giống hoà thượng. Ngộ Không và Bát Giới luôn gọi Sa Tăng là "Sa sư đệ" hoặc "tam sư đệ" mặc dù nếu tính đúng thì Ngộ Tịnh là đệ tử thứ tư của Đường tăng.
- Bạch Long Mã (chữ Hán: 白龍馬) hay Tiểu Bạch Long là con của Tây Hải Long Vương (em Đông Hải Long Vương) là đồ đệ thứ hai của Đường Tăng đi Tây Thiên thỉnh kinh. Được Đường Tăng thu phục ngay sau khi thu phục Ngộ Không nhưng cả ba đồ đệ khác của Đường Tăng đều gọi Bát Giới là "nhị sư huynh/đệ" và gọi Sa Tăng là "tam sư đệ".

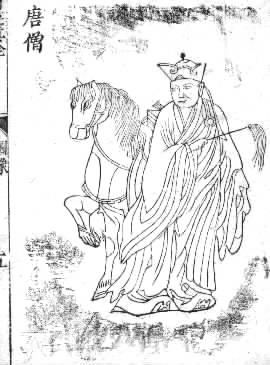
Đường Tam Tạng và Bạch Mã

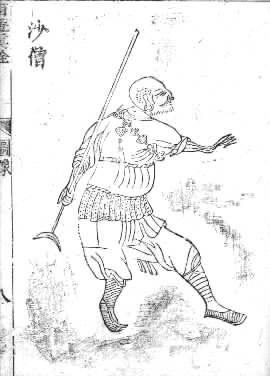
Sa Tăng
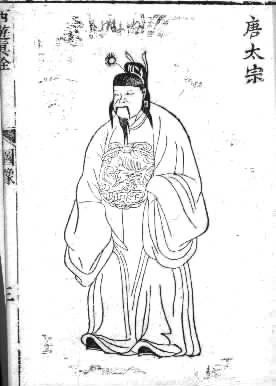
Đường Thái Tông

- Trư Bát Giới

- Thái Thượng Lão Quân
- Ngọc Hoàng Thượng đế
- Tây Vương Mẫu
- Xích Cước Tiên
- Thái Bạch Kim Tinh
- Na Tra Tam Thái Tử
- Thác Tháp Thiên Vương Lý Tịnh
- Bát Tiên
- Hằng Nga
- Thổ Địa

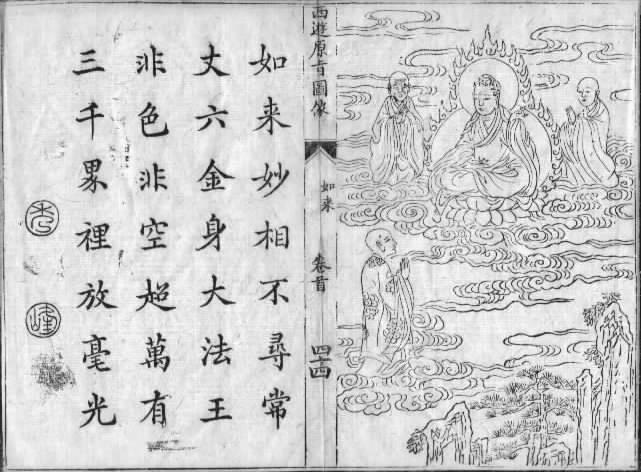
Phật tổ Như Lai
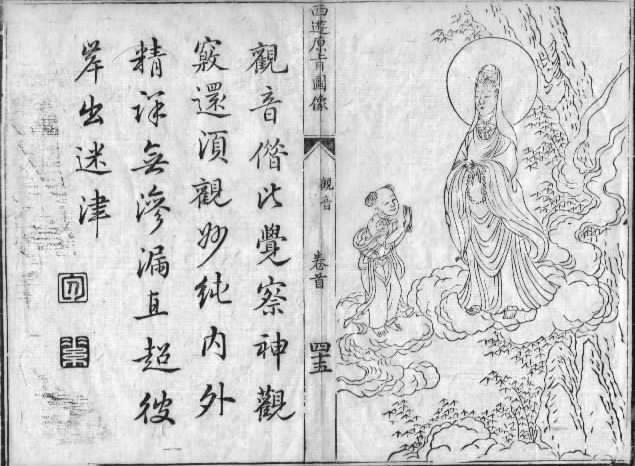
Quán Thế Âm và Hồng Hài Nhi

- Phật A Di Đà
- Phật Di-lặc
- Quán Thế Âm Bồ Tát
- Địa Tạng Bồ Tát
- Đại Thế Chí Bồ Tát
- Văn Thù Bồ Tát
- Phổ Hiền Bồ Tát
- Các vị La Hán

- Phật tổ Như Lai

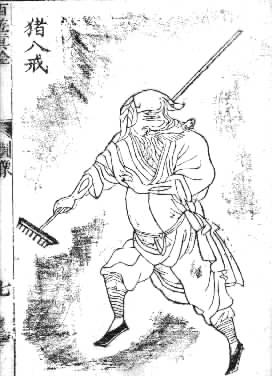
Trư Bát Giới

- Quán Thế Âm và Hồng Hài Nhi

### Phản diện
Dưới đây là một số yêu quái tiêu biểu trong Tây Du Ký:
- Bạch Cốt Tinh - là một bộ xương tu luyện thành tinh, 3 lần lừa Đường Tăng nhưng đều thất bại. Bị Tôn Ngộ Không đánh chết sau lần thứ 3
- Ngưu Ma Vương - Bình Thiên Đại Thánh, là huynh đệ kết nghĩa của Tôn Ngộ Không, bản thể là một con trâu thành tinh. Sức mạnh ngang với Tôn Ngộ Không.
- Hồng Hài Nhi - Thánh Anh Đại Vương, là con trai của Ngưu Ma Vương và Thiết Phiến Công Chúa, có tài phun lửa Tam Muội Chân Hỏa, đã từng thiêu Tôn Ngộ Không trọng thương, và sau đó bị Quan Âm Bồ Tát thu phục làm Thiện Tài Đồng Tử.
- Kim Quan Trăm Mắt - có 7 vị sư muội ở động Bàn Tơ, là yêu quái rết nhiều mắt. Ở Hoàng Hoa Quán, dùng trà táo đỏ để đầu độc Đường Tăng.
- Con sư tử của Văn Thù Bồ Tát (Sư Vương) và Con voi của Phổ Hiền Bồ Tát (Tượng Vương) lẻn xuống trần gian kết huynh đệ với Đại bàng Kim Sí Điểu ở Sư Đà Lĩnh (500 năm trước có kết giao với Tề Thiên, xưng là Sư Đà Vương).
- Cửu Đầu Trùng - một loại trùng 9 đầu, có cánh, là phò mã đầm Bích Ba, chồng của Vạn Thánh Công Chúa, sai hai con ngư yêu là Bôn Ba Nhi Bá và Bá Ba Nhi Bôn ăn trộm ngọc Xá Lợi để làm lễ vật.
- Hoàng Bào Quái - là Khuê Mộc Lang trong Nhị Thập Bát Tú, xuống trần xưng vương động Ba Tuyệt, nước Bảo Tượng, bắt cóc công chúa Bách Hoa Tu làm vợ.
- Hoàng Mi Lão Phật - nguyên là tiểu đồng lông mày vàng giữ chiếc chụp vàng của Phật Di Lặc. Lập chùa Lôi Âm giả để lừa Đường tăng vào chùa bái lạy thì bắt giữ.
- Kim Giác và Ngân Giác - là 2 Đồng tử của Thái Thượng Lão Quân, trộm các bảo bối Hồng Hồ Lô, Tịnh Bình, Dây Thừng Vàng, Thất Tình Kiếm, quạt Ba Tiêu xuống xưng vương tại núi Bình Đỉnh, động Liên Hoa.
- Hoàng Phong Quái - là con chuột có phép Tam Muội Chân Phong, từng ăn trộm dầu lưu ly của Phật Tổ, đã làm Tôn Ngộ Không bị hỏng mắt, sau bị Linh Cát Bồ Tát thu phục.
- Thiết Phiến Công Chúa - là vợ chính của Ngưu Ma Vương và là mẹ ruột của Hồng Hài Nhi.

## Bảo bối

### Phi Long Trượng
Là một trong 2 bảo bối Phật Tổ Như Lai trao lại cho Linh Cát Bồ Tát, món này dùng để trị Hoàng Phong Quái.

### Định Phong Đơn
Là một trong 2 bảo bối Phật Tổ Như Lai trao lại cho Linh Cát Bồ Tát, món này dùng để trợ giúp Tôn Ngộ Không không bị thổi bay bởi Quạt Ba Tiêu.

### Quạt ba tiêu
Là quạt gió tiên của Thiết Phiến công chúa còn gọi là Bà La Sát. Thái Thượng Lão Quân cũng có một cái là quạt lửa. Quạt Ba Tiêu sanh tại núi Côn Luân, từ thuở khai thiên lập địa. Quạt có thể quạt một cái thì lửa tắt, quạt hai cái thì sanh gió, quạt ba cái thì mưa xuống. Khi quạt nhằm con người bay tới năm mươi bốn ngàn dặm mới ngừng. Có thể biến to thu nhỏ. Tôn Ngộ Không đã dùng Định Phong Đơn do Linh Cát Bồ Tát ban cho để khắc chế Quạt Ba Tiêu.

### Kim Cang Trát
Kim Cang Trát còn có tên Kim Cang sào. Kim Cang Trát là một chiếc vòng hộ thân của Thái Thượng Lão Quân. Có chức năng không kị ngũ hành, có thể thâu mọi bảo vật. Khi Tôn Ngộ Không đang đánh với Nhị Lang thần Dương Tiễn, Thái Thượng Lão Quân đã ném Kim Cang Trát trúng đầu của Ngộ Không làm cho con Khỉ té nhào chết giấc nên mới bị bắt. Con Thanh ngưu của Thái Thượng Lão Quân đã đánh cắp Kim Cang Trát xuống trần hóa làm yêu tinh Độc Giác Tỉ. Nó đã dùng chiếc vòng này để thâu gậy Như Ý của Ngộ Không, vũ khí của thiên binh thiên tướng, lửa của Hỏa Đức tinh quân, nước của Thủy Đức tinh quân, hột kim đơn sa của Phật. Tuy thần thông là vậy nhưng Kim Cang Trát kị quạt Ba Tiêu. Thái Thượng Lão Quân đã dùng quạt Ba Tiêu để thâu lại Kim Cang Trát.

### Hồ lô Tử Kim & Bình Ngọc Tịnh
Hồ lô Tử Kim & Bình Ngọc Tịnh là hai món bảo bối được Thái Thượng Lão Quân lấy ở núi Côn Lôn. Hai món bảo bối này có thể hút và đựng cả vạn người. Các món này được dùng để đựng tiên đơn và đựng nước. Ngân Giác Đại Vương và Kim Giác Đại Vương đã lấy trộm nó xuống trần làm yêu quái.

### Dây thừng Hoàng Kim, Tháp Thất Bảo lung linh
Dây thừng Hoàng Kim là thắt lưng của Thái Thượng Lão Quân, có thể tự động thắt lại nhưng muốn tháo ra phải có thần chú, do đó khi Ngân Giác Đại Vương và Kim Giác Đại Vương đem nó xuống trần gian đã có lợi ích khi bắt Tôn Ngộ Không.

### Chụp vàng
Chụp Vàng là bảo bối của Phật Di Lặc, nó bị đệ tử của ngài là Hoàng Mi mang xuống trần gian làm bảo vật, nó có thể nhốt người và làm tan chảy trong vài canh giờ. Tôn Ngộ Không đã rất khó khăn để thoát khỏi cái chụp này.

### Túi Nhân Chủng
Túi Nhân Chủng cũng là một bảo vật của Phật Di Lặc, bị đệ tử của ngài là Hoàng Mi mang xuống trần gian làm bảo vật, nó có thể hút rất nhiều người. Nhị Thập Bát Tú đã từng bị bắt.

## Các kiếp nạn
Dưới đây là danh sách 81 kiếp nạn trong Tây Du Ký:
1. Nạn thứ nhất: Kim Thiền bị biếm.
2. Nạn thứ hai: Đẻ ra hụt chết.
3. Nạn thứ ba: Đầy tháng quăng sông.
4. Nạn thứ tư: Tìm mẹ báo oan.
5. Nạn thứ năm: Ra thành gặp hổ.
6. Nạn thứ sáu: Trượt ngã xuống hố.
7. Nạn thứ bảy: Tại núi Song Xoa.
8. Nạn thứ tám: Trên núi Lưỡng Giới.
9. Nạn thứ chín: Đổi ngựa khe sâu.
10. Nạn thứ mười: Đêm bị lửa thiêu.
11. Nạn thứ mười một: Mất áo cà sa.
12. Nạn thứ mười hai: Thu hàng Bát Giới.
13. Nạn thứ mười ba: Gặp quái Hoàng Phong.
14. Nạn thứ mười bốn: Thỉnh mời Linh Cát.
15. Nạn thứ mười lăm: Lưu Sa khó vượt.
16. Nạn thứ mười sáu: Thu phục Sa Tăng.
17. Nạn thứ mười bảy: Bốn thánh hóa phép.
18. Nạn thứ mười tám: Trong quán Ngũ Trang.
19. Nạn thứ mười chín: Nhân sâm khó sống.
20. Nạn thứ hai mươi: Ngộ Không bị đuổi.
21. Nạn thứ hai mươi mốt: Lạc rừng Hắc Tùng.
22. Nạn thứ hai mươi hai: Mang thư nước Bảo Tượng.
23. Nạn thứ hai mươi ba: Hóa hổ điện Kim Loan.
24. Nạn thứ hai mươi tư: Gặp ma núi Bình Đính.
25. Nạn thứ hai mươi nhăm: Bị treo động Liên Hoa.
26. Nạn thứ hai mươi sáu: Cứu vua nước Ô Kê.
27. Nạn thứ hai mươi bảy: Bị ma hóa thân.
28. Nạn thứ hai mươi tám: Núi Hiệu Sơn gặp quái.
29. Nạn thứ hai mươi chín: Gió cuốn thánh tăng.
30. Nạn thứ ba mươi: Hành Giả bị hại.
31. Nạn thứ ba mươi mốt: Mời thánh hàng yêu.
32. Nạn thứ ba mươi hai: Chìm sông Hắc Thủy.
33. Nạn thứ ba mươi ba: Vận chuyển nước Xa Trì.
34. Nạn thứ ba mươi tư: Đánh cuộc thua được.
35. Nạn thứ ba mươi nhăm: Nén đạo bênh tăng.
36. Nạn thứ ba mươi sáu: Đường gặp sông lớn.
37. Nạn thứ ba mươi bảy: Chìm xuống thiên hà.
38. Nạn thứ ba mươi tám: Lồng cá hiện thân.
39. Nạn thứ ba mươi chín: Gặp quái núi Kim Đâu.
40. Nạn thứ bốn mươi: Thiên thần khó thắng.
41. Nạn thứ bốn mươi mốt: Hỏi Phật ngọn nguồn.
42. Nạn thứ bốn mươi hai: Uống nước ngộ độc.
43. Nạn thứ bốn mươi ba: Nước Tây Lương giữ cưới.
44. Nạn thứ bốn mươi tư: Động Tỳ Bà gặp tai.
45. Nạn thứ bốn mươi nhăm: Ngộ Không bị đuổi lần hai.
46. Nạn thứ bốn mươi sáu: Hai khỉ khó phân xử.
47. Nạn thứ bốn mươi bảy: Hỏa Diệm Sơn chắn lối.
48. Nạn thứ bốn mươi tám: Mượn quạt Ba Tiêu.
49. Nạn thứ bốn mươi chín: Bắt trói ma vương.
50. Nạn thứ năm mươi: Trai thành quét tháp.
51. Nạn thứ năm mươi mốt: Lấy báu cứu sư.
52. Nạn thứ năm mươi hai: Ngâm thơ rừng Kinh Cực.
53. Nạn thứ năm mươi ba: Gặp nạn Tiểu Lôi Âm.
54. Nạn thứ năm mươi tư: Thiên thần bị khốn.
55. Nạn thứ năm mươi nhăm: Nghẽn lối hẻm Hy Thị.
56. Nạn thứ năm mươi sáu: Chữa bệnh vua nước Chu Tử.
57. Nạn thứ năm mươi bảy: Cứu chữa gầy còm.
58. Nạn thứ năm mươi tám: Bắt yêu cứu hoàng hậu.
59. Nạn thứ năm mươi chín: Bảy tình mê muội.
60. Nạn thứ sáu mươi: Thần Đa Mục bị thương.
61. Nạn thứ sáu mươi mốt: Nghẽn lối núi Sư Đà.
62. Nạn thứ sáu mươi hai: Quái chia ba sắc.
63. Nạn thứ sáu mươi ba: Trong thành gặp nạn.
64. Nạn thứ sáu mươi tư: Mời Phật hàng ma.
65. Nạn thứ sáu mươi nhăm: Cứu trẻ con nước Tỳ Khưu.
66. Nạn thứ sáu mươi sáu: Phân rõ thực giả.
67. Nạn thứ sáu mươi bảy: Cứu quái rừng Hắc Tùng.
68. Nạn thứ sáu mươi tám: Buồng sư mắc bệnh.
69. Nạn thứ sáu mươi chín: Khốn đốn ở động Vô Để.
70. Nạn thứ bảy mươi: Bị nạn ở nước Diệt Pháp.
71. Nạn thứ bảy mươi mốt: Gặp ma núi Ẩn Vụ.
72. Nạn thứ bảy mươi hai: Quận Phượng Tiên cầu mưa.
73. Nạn thứ bảy mươi ba: Mất trộm binh khí.
74. Nạn thứ bảy mươi tư: Đại hội đinh ba.
75. Nạn thứ bảy mươi nhăm: Gặp nạn núi Trúc Tiết.
76. Nạn thứ bảy mươi sáu: Chịu khổ núi Huyền Anh.
77. Nạn thứ bảy mươi bảy: Đuổi bắt tê giác.
78. Nạn thứ bảy mươi tám: Nước Thiên Trúc kén rể.
79. Nạn thứ bảy mươi chín: Bị giam ở phủ Đồng Đài.
80. Nạn thứ tám mươi: Thoát thai bến Lăng Vân.
81. Nạn thứ tám mươi mốt: Gặp nạn nơi Thông Thiên hà.

## Khái niệm chủ yếu
- "Nhất tâm đồng thể" (Một lòng, cùng mình) - Chuyện Tây Du Ký, chương 32 (第032回) có viết: "Thoại thuyết Đường tăng phức đắc liễu tôn hành giả, sư đồ môn nhất tâm đồng thể, cộng nghệ Tây phương = Chuyện nói về thầy tu Đường tìm được người đi cùng với Tôn Ngộ Không, và những học trò đi đến Tây phương chung, nhất tâm đồng thể (话说唐僧复得了孙行者、师徒们一心同体)".

## Bản dịch tiếng Việt
Ở Việt Nam đã có nhiều người dịch Tây du ký ra tiếng Việt. Hai bản dịch thành công nhất là:
- Bản dịch của Thụy Đình do Chu Thiên hiệu đính, Nhà xuất bản Phổ thông Hà Nội, 1960; Nhà xuất bản Văn học tái bản năm 1997.
- Bản dịch của Như Sơn, Mai Xuân Hải, Phương Oanh, do Lương Duy Thứ giới thiệu, chia thành 10 tập, Nhà xuất bản Văn học in từ năm 1982 đến 1988. Năm 2007 được tái bản thành 2 tập, kèm theo 204 hình minh họa theo bản tiếng Trung. Năm 2015 được Đông A phát hành thành 3 tập.[5]